# Lloyd Kelly
Lloyd Casius Kelly (Bristol, Inglaterra, 1 de octubre de 1998) es un futbolista británico que juega en la demarcación de defensa para la Juventus F. C. de la Serie A.

## Biografía
Tras empezar a formarse como futbolista en el Bristol City F. C. durante seis años, finalmente en 2017 subió al primer equipo. Su debut con el equipo se produjo el 8 de agosto de 2017 en la primera ronda de la Copa de la Liga contra el Plymouth Argyle F. C. Tras dos temporadas en el club, se marchó traspasado al AFC Bournemouth. En este equipo estuvo cinco años en los que jugó 141 partidos y logró un ascenso a la Premier League en 2022 antes de partir al expirar su contrato en 2024. Entonces fichó por el Newcastle United F. C. con el que firmó un contrato de larga duración. En sus primeros meses disputó catorce encuentros y el 3 de febrero de 2025 fue cedido, con obligación de compra, a la Juventus F. C. hasta final de temporada.

## Clubes
| Club                    | País       | Año       | Partidos | Goles |
| ----------------------- | ---------- | --------- | -------- | ----- |
| Bristol City F. C.      | Inglaterra | 2017-2019 | 48       | 2     |
| AFC Bournemouth         | Inglaterra | 2019-2024 | 141      | 3     |
| Newcastle United F. C.  | Inglaterra | 2024-2025 | 14       | 0     |
| Juventus F. C. (cedido) | Italia     | 2025-     | 19       | 0     |